# Uithoorn
Uithoorn (phát âmⓘ) là một đô thị ở Hà Lan, trong tỉnh Noord-Holland.

## Các trung tâm dân cư
Đô thị Uithoorn bao gồm các thành phố, thị xã, làng và khu phố: De Kwakel, Uithoorn.

## Chính quyền địa phương
Hội đồng đô thị Uithoorn bao gồm 21 ghế, được chia ra như sau:

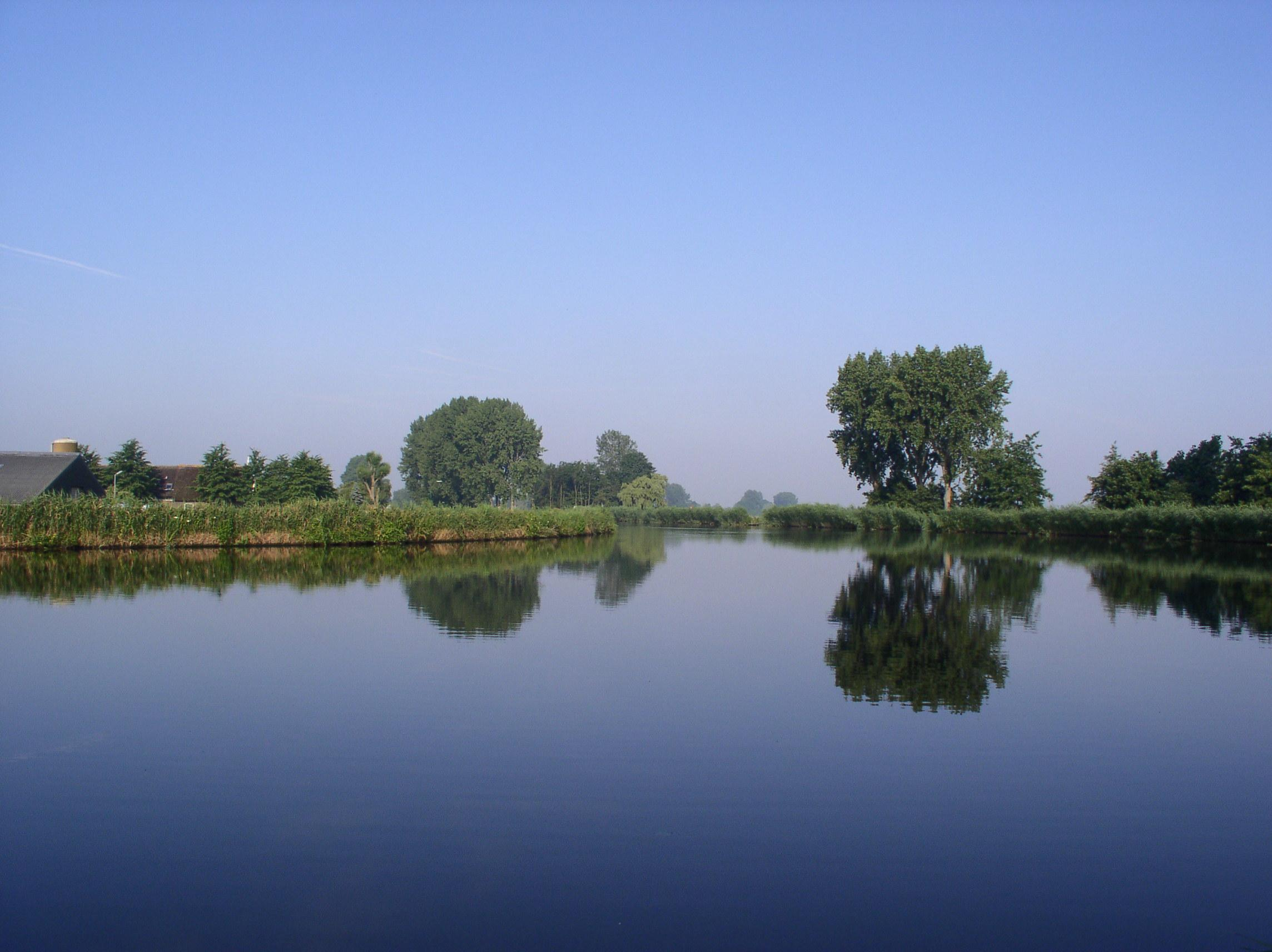
Kênh đào Amstel-Drecht (Amstel-Drechtkanaal)

- VVD - 6 ghế
- CDA - 5 ghế
- Gemeente Belangen - 5 ghế
- PvdA - 3 ghế
- D66 - 1 ghế
- GroenLinks - 1 ghế